# تاريخ مالطا تحت نظام فرسان القديس يوحنا
كانت مالطا تحت حكم نظام القديس يوحنا كدولة تابعة لمملكة صقلية منذ عام 1530 إلى عام 1798. مُنِحت جزيرة مالطا وجزيرة غودش ومدينة طرابلس الموجودة في ليبيا الحديثة لنظام الإمبراطور الأسباني كارلوس الخامس في عام 1530، وذلك بعد فقدان جزيرة رودس. تمكنت الإمبراطورية العثمانية من أخذ طرابلس من النظام في عام 1551، ولكن فشلت محاولتها للاستيلاء على مالطا في عام 1565.
قرر النظام أن يستقر بشكل دائم في مالطا بعد حصار عام 1565، وبدأ في تأسيس مدينة فاليتا كالعاصمة الجديدة لمالطا. مرت مالطا بعصر ذهبي على مدى القرنين التاليين، تميز بازدهار الفنون والعمارة وبنماء شامل في المجتمع المالطي.
بدأ النظام في الانحدار في سبعينيات القرن السابع عشر، وبعد ذلك أضعفته الثورة الفرنسية بشدة في عام 1792. غزت القوات الفرنسية بقيادة نابليون مالطا وتمكنت من إبعاد النظام في عام 1798، وعليه أصبحت مالطا واقعة تحت احتلال فرنسي. تمرد شعب مالطا ضد الفرنسيين، وأصبحت الجزر محميات بريطانية في عام 1800. كان من المقرر أن تعود مالطا إلى النظام بموجب معاهدة أميان في عام 1802، ولكن ظل البريطانيون محتفظين بالسيطرة على الجزر حتى أصبحت رسميًا مستعمرات بريطانية بموجب معاهدة باريس في عام 1814.

## السنوات الأولى
طُرد نظام فرسان القديس يوحنا من قاعدته في جزيرة رودس خلال الحصار العثماني عام 1522. استمر الانتقال من مكان إلى مكان في أوروبا لسبع سنوات حتى ترسخ نظام الفرسان في عام 1530 عندما حصل على مالطا وغودش وميناء طرابلس في شمال إفريقيا كإقطاعية دائمة من قبل الإمبراطور كارلوس الخامس، وذلك بصفته ملك صقلية. كان هذا أيضًا في مقابل رسوم سنوية تمثلت في صقر مالطي واحد، والذي كان عليهم إرساله في يوم جميع الأرواح إلى ممثل الملك، وهو نائب الملك في صقلية.
استقر نظام الفرسان في مدينة بيرجو وأصبحت عاصمتهم. أعيد بناء القلعة القديمة المعروفة بكاستروم مارس (القلعة البحرية) لتصبح حصن القديس أنجلو، وعُززت دفاعات المدينة، وأُنشِئَ العديد من المباني الجديدة، وسرعان ما بدأ النظام في سك عملته المعدنية الخاصة تزامنًا مع استقراره في مالطا.
واصل فرسان الإسبتارية أعمالهم الموجهة ضد المسلمين، وخاصة القراصنة البربريين. على الرغم من أنه لم يكن لديهم سوى عدد ضئيل من السفن، إلا أنهم سرعان ما أثاروا غضب العثمانيين الذين كانوا غير سعداء برؤية النظام يُعاد توطينه. في يوليو 1551، حاولت القوات العثمانية الاستيلاء على حصن القديس أنجلو وبلدة مدينة لاحقًا، ذلك حتى اتضح لهم أن عدد الأعداء يفوق عددهم، ومن ثم تقرر غزو غودش بعد مرور أيام قليلة. أبحرت القوات العثمانية إلى طرابلس واستولوا عليها في أغسطس. حاول نظام الفرسان إعادة إعمار غودش وتعزيز التحصينات في ميناء جراند هاربور في أعقاب هذه الهجمات. أُقِيمَت العديد من الحصون، ومن بينها حصن القديس إلمو وحصن القديس مايكل، وبدأ تعمير مدينة سنجليا حول حصن القديس مايكل.
ضُربت مالطا بإعصار في وقت ما بين عامي 1551 و1556، وقد تسبب في تدمير ما لا يقل عن أربعة من سفن القوادس الخاصة بنظام الفرسان، علاوة على إنهاء حياة 600 شخص. كان هذا الإعصار أسوأ كارثة طبيعية حدثت على الإطلاق في مالطا، وأحد أعنف الأعاصير في التاريخ المسجل.
عرض كارلوس الخامس حيازة ثالثة للنظام في عام 1553، والتي تمثلت في مدينة المهدية في تونس الحديثة. على الرغم من ذلك، رفض النظام أخذ المدينة لأن اللجنة التي تأسست قررت أن إدارتها والإبقاء عليها سيكون مكلفًا للغاية، وعليه أمر الإمبراطور نائب الملك في صقلية، خوان دي فيغا، بتدمير المهدية لمنع الاحتلال الإسلامي لها. أحرق دي فيغا المدينة، واتخذ تدابير انتقامية بحق مالطا لعدم قبول المدينة، وحظر تصدير القمح إلى الجزيرة. لمحاربة هذا، أحضر السيد الأكبر سنغل المهندس فينتشنزو فوجو إلى مالطا من أجل تحسين مستوى الطواحين حتى لا يتضور السكان جوعًا. يدعي مؤلفون مثل جيوفاني فرانشيسكو أبيلا أنه في أعقاب معركة فيربيا في عام 1561، قد يكون نظام الفرسان قد حصل على دولة دمية في مولدافيا، والتي كانت محكومة من قبل المالطي الأصلي يعقوب هيراكلد حتى عام 1563. لا تزال تلك التخمينات محل خلاف.

### الحصار العظيم وتبعاته
أرسل السلطان سليمان في عام 1565 قوة غزو قوامها نحو 40000 رجل لمحاصرة 700 فارس و8000 جندي، ولطردهم من مالطا، ولاكتساب قاعدة جديدة تفتح المجال لشن هجوم آخر على أوروبا. في البداية، كانت المعركة سيئة للغاية بالنسبة لفرسان الإسبتارية حيث دُمرت معظم المدن في رودس وقُتل نحو نصف عدد الفرسان الموجودين بها. بدأ موقف المُحاصَرين في أن يصبح يائسًا بداية من 18 أغسطس، حيث تضاءلت أعدادهم يوميًا، وأصبحوا ضعفاء إلى حد أنهم لم يقدروا على الحفاظ على خط التحصينات الطويل. رفض السيد الأكبر جان باريسوت دي لافاليت اقتراح مجلسه بالتخلي عن بيرجو وسنجليا والانسحاب إلى حصن القديس أنجلو.
في تلك الحرب، وُجدت احتمالية أن يتسبب قرار خاطئ واحد في الهزيمة وكشف صقلية ونابولي للعثمانيين. لم يرسل نائب الملك صقلية المساعدة، وبالكاد كان مباليًا بمصير الحصن؛ نظرًا لأنه ترك ابنه مع دي لافاليت. بغض النظر عن سبب تأخره، فقد استمر تردد نائب الملك حتى تحدد مصير المعركة تقريبًا من قبل جهود الفرسان غير المُعاوَنَة، وحتى أجبره سخط ضباطه على التحرك.
وقع هجوم كبير آخر من قبل القوات العثمانية في 23 أغسطس، وقد نُفذ هذا الهجوم بصعوبة بالغة، حتى أن الجرحى قد اشتركوا في الدفاع. على الرغم من ذلك، كانت القوات التركية في موقف حرج، حيث كانت التحصينات لا تزال سليمة (باستثناء تحصينات حصن القديس إلمو)، وعملت قوات الحامية ليلًا ونهارًا من أجل إصلاح الأضرار الواقعة، وبذلك بدا الاستيلاء على مالطا أمرًا مستحيلًا. أصيب عدد كبير من القوات العثمانية بالأمراض في الأحياء المزدحمة خلال أشهر الصيف العسيرة. بدأت الذخيرة في النفاذ، وكذلك الطعام، وأصبح شعور القوات العثمانية باليأس متزايدًا بسبب خسائرها وفشل هجماتها. توفي القائد درغوث الذي كان أمير بحر الأسطول العثماني ومحترف في السطو على السفن في 23 يونيو، وكانت وفاته بمثابة ضربة عنيفة. كان القادة الأتراك بياله باشا ومصطفى باشا مهملين، حيث لم يستخدموا اسطولهم الضخم استخدامًا فعالًا إلا في مناسبة واحدة فقط، كما أنهم أهملوا اتصالاتهم بالساحل الأفريقي، ولم يبذلوا أي جهد في ارتقاب التعزيزات العسكرية الصقلية واعتراضها.
بُذلت الجهود الأخيرة لفارضي الحصار في 1 سبتمبر، لكن معنويات القوات العثمانية كانت قد تدهورت بشكل خطير، وعليه كان الهجوم ضعيفًا. ومن ناحية ثانية، كان ضعف هذا الهجوم بمثابة محفز هائل للمحاصَرين الذين بدأوا في رؤية أمل للخلاص. وصلت أخبار وصول تعزيزات صقلية بخليج مليحة إلى العثمانيين أثناء حيرتهم وارتبكاهم، وترتب على ذلك قرار عثماني بقطع الحصار والمغادرة في 8 سبتمبر، غير مدركين أن قوات التعزيزات الواصلة كانت ضئيلة جدًا. قد يكون الحصار العظيم لمالطا هو الحدث الأخير الذي فازت فيه قوات الفرسان بانتصار حاسم.
لم يتبق لفرسان الإسبتارية سوى 600 رجلًا من الرجال القادرين على حمل السلاح بعد مغادرة القوات العثمانية. تشير التقديرات الأكثر موثوقية إلى أن عدد الجيش العثماني في ذروته وصل لنحو 40000 رجلًا، عاد منهم في نهاية الأمر نحو 15000 رجل إلى القسطنطينية. يُصوَّر الحصار بشكل واضح في اللوحات الجدارية لماتيو بيريز داليتشيو في قاعة القديس مايكل والقديس جورج، والتي تُعرف أيضًا بقاعة العرش في قصر السيد الأكبر في فاليتا. يمكن العثور على أربعة من النماذج الأصلية التي رسمها بيريز داليتشيو بالألوان الزيتية بين عامي 1576 و1581 في غرفة المكعب ببيت الملكة ببلدة غرينتش في لندن.
بُنيت مدينة فاليتا الجديدة بعد الحصار، وقد سُميت تخليدًا لذكرى السيد الأكبر الذي صمد أمام الحصار. أصبحت مقر قيادة نظام الفرسان في 1571، ومازالت العاصمة لمالطا حتى يومنا هذا.
تأسس نظام محاكم التفتيش الرومانية في مالطا في عام 1574 عندما أُرسِل بيترو دوسينا من قبل البابا غريغوريوس الثالث عشر كوسيط بين السيد الأكبر والأسقف. حلت محاكم التفتيش هذه محل محاكم التفتيش القديمة في العصور الوسطى في مالطا، والتي كان يديرها أسقف باليرمو.
وجدت أزمة بين الدير العام والسيد الأكبر جان دي لا كاسييه في عام 1581، وتصاعد هذا الأمر إلى تمرد حُصر فيه لا كاسييه في حصن القديس أنجلو، وانتُخِب بعد ذلك الفارس ماثورين روميغاس كالسيد الأكبر جديد. أرسل البابا غريغوريوس الثالث عشر المبعوث غاسبار فيسكونتي لتسوية النزاع، واستُدعي لا كاسييه وروميغاس إلى روما لشرح القضية والدفاع عنها. توفي روميغاس في غضون أسبوع من وصوله إلى روما، وعاد لا كاسييه إلى منصبه الأول كسيد أكبر، وعلى الرغم من ذلك، فقد توفي أيضًا في غضون شهر واحد في روما، وبذلك انتهى النزاع تمامًا. انتُخِب هيوغ لوبنكس دا فيردل سيدًا أكبر في يناير 1582.